# 6 Heures de Shanghai 2015
Navigation
Édition précédente Édition suivante
Les 6 Heures de Shanghai 2015 sont la quatrième édition de cette course automobile. Elles se sont déroulées le 1er novembre 2015 sur le Circuit international de Shanghai et ont compté pour le Championnat du monde d'endurance FIA 2015. Elles ont été remportées par la Porsche 919 Hybrid du Porsche Team pilotée par Timo Bernhard, Brendon Hartley et Mark Webber.

## Circuit

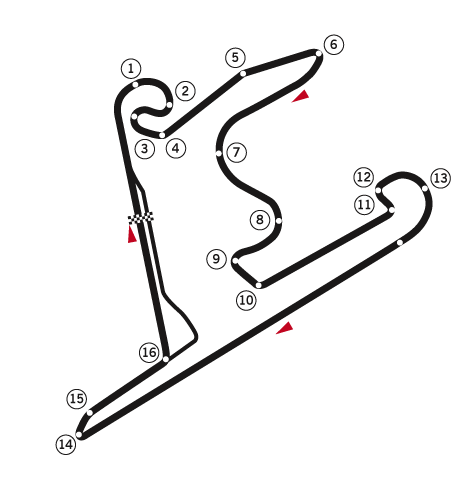
Le Circuit international de Shanghai, cadre des 6 Heures de Shanghai 2015.

Les 6 Heures de Shanghai 2015 se déroulent sur le Circuit international de Shanghai situé en Chine. Il est composé d'une longue ligne droite ainsi que de 16 virages, dont certains ayant une forme originale comme le premier du circuit, qui se referme sur lui-même et prenant la forme d'un escargot. Ce circuit comprend également une importante capacité d'accueil des spectateurs : 200 000 personnes peuvent ainsi assister à une course. Cette piste est célèbre car elle accueille la Formule 1.

## Qualifications
Voici le classement officiel au terme des qualifications. Les premiers de chaque catégorie sont signalés par un fond jauni.
| Position | Catégorie | Équipe                           | Temps          | Grille |
| -------- | --------- | -------------------------------- | -------------- | ------ |
| 1        | LMP1      | No. 17 Porsche Team              | 1 min 42 s 719 | 1      |
| 2        | LMP1      | No. 18 Porsche Team              | 1 min 43 s 488 | 2      |
| 3        | LMP1      | No. 8 Audi Sport Team Joest      | 1 min 44 s 200 | 3      |
| 4        | LMP1      | No. 7 Audi Sport Team Joest      | 1 min 44 s 645 | 4      |
| 5        | LMP1      | No. 1 Toyota Racing              | 1 min 45 s 776 | 5      |
| 6        | LMP1      | No. 2 Toyota Racing              | 1 min 45 s 962 | 6      |
| 7        | LMP1      | No. 13 Rebellion Racing          | 1 min 49 s 418 | 7      |
| 8        | LMP1      | No. 12 Rebellion Racing          | 1 min 50 s 942 | 8      |
| 9        | LMP1      | No. 4 Team ByKolles              | 1 min 52 s 069 | 9      |
| 10       | LMP2      | No. 26 G-Drive Racing            | 1 min 52 s 763 | 10     |
| 11       | LMP2      | No. 47 KCMG                      | 1 min 53 s 345 | 11     |
| 12       | LMP2      | No. 28 G-Drive Racing            | 1 min 53 s 390 | 12     |
| 13       | LMP2      | No. 43 Team SARD Morand          | 1 min 53 s 600 | 13     |
| 14       | LMP2      | No. 36 Signatech Alpine          | 1 min 53 s 747 | 14     |
| 15       | LMP2      | No. 30 Extreme Speed Motorsports | 1 min 54 s 775 | 15     |
| 16       | LMP2      | No. 42 Strakka Racing            | 1 min 55 s 205 | 16     |
| 17       | LMP2      | No. 29 Pegasus Racing            | 1 min 56 s 624 | 17     |
| 18       | LMP2      | No. 31 Extreme Speed Motorsports | 1 min 57 s 432 | 18     |
| 19       | LMGTE Pro | No. 51 AF Corse                  | 2 min 02 s 243 | 19     |
| 20       | LMGTE Pro | No. 71 AF Corse                  | 2 min 02 s 508 | 20     |
| 21       | LMGTE Pro | No. 99 Aston Martin Racing       | 2 min 02 s 540 | 21     |
| 22       | LMGTE Pro | No. 92 Porsche Team Manthey      | 2 min 03 s 048 | 22     |
| 23       | LMGTE Pro | No. 91 Porsche Team Manthey      | 2 min 03 s 352 | 23     |
| 24       | LMGTE Pro | No. 97 Aston Martin Racing       | 2 min 03 s 393 | 24     |
| 25       | LMGTE Am  | No. 98 Aston Martin Racing       | 2 min 04 s 728 | 25     |
| 26       | LMGTE Am  | No. 96 Aston Martin Racing       | 2 min 04 s 858 | 26     |
| 27       | LMGTE Am  | No. 50 Larbre Compétition        | 2 min 04 s 874 | 27     |
| 28       | LMGTE Am  | No. 83 AF Corse                  | 2 min 05 s 455 | 28     |
| 29       | LMGTE Am  | No. 72 SMP Racing                | 2 min 05 s 556 | 29     |
| 30       | LMGTE Am  | No. 77 Dempsey Racing-Proton     | 2 min 06 s 196 | 30     |
| 31       | LMGTE Am  | No. 88 Abu Dhabi-Proton Racing   | 2 min 11 s 851 | 31     |

## Résultats
Voici le classement officiel au terme de la course.
- Les vainqueurs de chaque catégorie sont signalés par un fond jauni.
- Pour la colonne Pneus, il faut passer le curseur au-dessus du modèle pour connaître le manufacturier de pneumatiques.

| Pos | Cat       | n° | Équipe                    | Pilotes                                               | Châssis                        | Pneus | Tours |
| Pos | Cat       | n° | Équipe                    | Pilotes                                               | Moteur                         | Pneus | Tours |
| --- | --------- | -- | ------------------------- | ----------------------------------------------------- | ------------------------------ | ----- | ----- |
| 1   | LMP1      | 17 | Porsche Team              | Timo Bernhard Brendon Hartley Mark Webber             | Porsche 919 Hybrid             | M     | 169   |
| 1   | LMP1      | 17 | Porsche Team              | Timo Bernhard Brendon Hartley Mark Webber             | Porsche 2.0 L Turbo V4         | M     | 169   |
| 2   | LMP1      | 18 | Porsche Team              | Marc Lieb Romain Dumas Neel Jani                      | Porsche 919 Hybrid             | M     | 169   |
| 2   | LMP1      | 18 | Porsche Team              | Marc Lieb Romain Dumas Neel Jani                      | Porsche 2.0 L Turbo V4         | M     | 169   |
| 3   | LMP1      | 7  | Audi Sport Team Joest     | André Lotterer Marcel Fässler Benoît Tréluyer         | Audi R18 e-tron quattro        | M     | 169   |
| 3   | LMP1      | 7  | Audi Sport Team Joest     | André Lotterer Marcel Fässler Benoît Tréluyer         | Audi TDI 4.0 L Turbo Diesel V6 | M     | 169   |
| 4   | LMP1      | 8  | Audi Sport Team Joest     | Loïc Duval Lucas di Grassi Oliver Jarvis              | Audi R18 e-tron quattro        | M     | 169   |
| 4   | LMP1      | 8  | Audi Sport Team Joest     | Loïc Duval Lucas di Grassi Oliver Jarvis              | Audi TDI 4.0 L Turbo Diesel V6 | M     | 169   |
| 5   | LMP1      | 2  | Toyota Racing             | Alexander Wurz Stéphane Sarrazin Mike Conway          | Toyota TS040 Hybrid            | M     | 165   |
| 5   | LMP1      | 2  | Toyota Racing             | Alexander Wurz Stéphane Sarrazin Mike Conway          | Toyota 3.7 L V8                | M     | 165   |
| 6   | LMP1      | 1  | Toyota Racing             | Anthony Davidson Sébastien Buemi Kazuki Nakajima      | Toyota TS040 Hybrid            | M     | 164   |
| 6   | LMP1      | 1  | Toyota Racing             | Anthony Davidson Sébastien Buemi Kazuki Nakajima      | Toyota 3.7 L V8                | M     | 164   |
| 7   | LMP1      | 12 | Rebellion Racing          | Nicolas Prost Mathias Beche                           | Rebellion R-One                | M     | 158   |
| 7   | LMP1      | 12 | Rebellion Racing          | Nicolas Prost Mathias Beche                           | AER P60 2.4 L Turbo V6         | M     | 158   |
| 8   | LMP1      | 4  | Team ByKolles             | Simon Trummer Pierre Kaffer                           | CLM P1/01                      | M     | 156   |
| 8   | LMP1      | 4  | Team ByKolles             | Simon Trummer Pierre Kaffer                           | AER P60 2.4 L Turbo V6         | M     | 156   |
| 9   | LMP2      | 36 | Signatech Alpine          | Nelson Panciatici Paul-Loup Chatin Tom Dillmann       | Alpine A450b                   | D     | 154   |
| 9   | LMP2      | 36 | Signatech Alpine          | Nelson Panciatici Paul-Loup Chatin Tom Dillmann       | Nissan VK45DE 4.5 L V8         | D     | 154   |
| 10  | LMP2      | 26 | G-Drive Racing            | Roman Rusinov Julien Canal Sam Bird                   | Ligier JS P2                   | D     | 153   |
| 10  | LMP2      | 26 | G-Drive Racing            | Roman Rusinov Julien Canal Sam Bird                   | Nissan VK45DE 4.5 L V8         | D     | 153   |
| 11  | LMP2      | 47 | KCMG                      | Matthew Howson Richard Bradley Nick Tandy             | Oreca 05                       | D     | 153   |
| 11  | LMP2      | 47 | KCMG                      | Matthew Howson Richard Bradley Nick Tandy             | Nissan VK45DE 4.5 L V8         | D     | 153   |
| 12  | LMP2      | 43 | Team SARD Morand          | Oliver Webb Pierre Ragues Chris Cumming               | Morgan LMP2 Evo                | D     | 152   |
| 12  | LMP2      | 43 | Team SARD Morand          | Oliver Webb Pierre Ragues Chris Cumming               | SARD 3.6 L V8                  | D     | 152   |
| 13  | LMP2      | 29 | Pegasus Racing            | Alex Brundle Ho-Pin Tung David Cheng                  | Morgan LMP2                    | M     | 152   |
| 13  | LMP2      | 29 | Pegasus Racing            | Alex Brundle Ho-Pin Tung David Cheng                  | Nissan VK45DE 4.5 L V8         | M     | 152   |
| 14  | LMGTE Pro | 91 | Porsche Team Manthey      | Richard Lietz Michael Christensen                     | Porsche 911 RSR (991)          | M     | 151   |
| 14  | LMGTE Pro | 91 | Porsche Team Manthey      | Richard Lietz Michael Christensen                     | Porsche 4.0 L Flat-6           | M     | 151   |
| 15  | LMGTE Pro | 51 | AF Corse                  | Gianmaria Bruni Toni Vilander                         | Ferrari 458 Italia GT2         | M     | 151   |
| 15  | LMGTE Pro | 51 | AF Corse                  | Gianmaria Bruni Toni Vilander                         | Ferrari 4.5 L V8               | M     | 151   |
| 16  | LMGTE Pro | 92 | Porsche Team Manthey      | Patrick Pilet Frédéric Makowiecki                     | Porsche 911 RSR (991)          | M     | 151   |
| 16  | LMGTE Pro | 92 | Porsche Team Manthey      | Patrick Pilet Frédéric Makowiecki                     | Porsche 4.0 L Flat-6           | M     | 151   |
| 17  | LMGTE Pro | 71 | AF Corse                  | Davide Rigon James Calado                             | Ferrari 458 Italia GT2         | M     | 150   |
| 17  | LMGTE Pro | 71 | AF Corse                  | Davide Rigon James Calado                             | Ferrari 4.5 L V8               | M     | 150   |
| 18  | LMGTE Pro | 99 | Aston Martin Racing       | Fernando Rees Alex MacDowall Richie Stanaway          | Aston Martin Vantage GTE       | M     | 149   |
| 18  | LMGTE Pro | 99 | Aston Martin Racing       | Fernando Rees Alex MacDowall Richie Stanaway          | Aston Martin 4.5 L V8          | M     | 149   |
| 19  | LMGTE Pro | 97 | Aston Martin Racing       | Darren Turner Jonathan Adam                           | Aston Martin Vantage GTE       | M     | 149   |
| 19  | LMGTE Pro | 97 | Aston Martin Racing       | Darren Turner Jonathan Adam                           | Aston Martin 4.5 L V8          | M     | 149   |
| 20  | LMP2      | 31 | Extreme Speed Motorsports | Ed Brown Johannes van Overbeek Jon Fogarty            | Ligier JS P2                   | D     | 147   |
| 20  | LMP2      | 31 | Extreme Speed Motorsports | Ed Brown Johannes van Overbeek Jon Fogarty            | Honda HR28TT 2.8 L Turbo V6    | D     | 147   |
| 21  | LMGTE Am  | 83 | AF Corse                  | François Perrodo Emmanuel Collard Rui Águas           | Ferrari 458 Italia GT2         | M     | 146   |
| 21  | LMGTE Am  | 83 | AF Corse                  | François Perrodo Emmanuel Collard Rui Águas           | Ferrari 4.5 L V8               | M     | 146   |
| 22  | LMGTE Am  | 98 | Aston Martin Racing       | Paul Dalla Lana Pedro Lamy Mathias Lauda              | Aston Martin Vantage GTE       | M     | 146   |
| 22  | LMGTE Am  | 98 | Aston Martin Racing       | Paul Dalla Lana Pedro Lamy Mathias Lauda              | Aston Martin 4.5 L V8          | M     | 146   |
| 23  | LMGTE Am  | 72 | SMP Racing                | Viktor Shaytar Aleksey Basov Andrea Bertolini         | Ferrari 458 Italia GT2         | M     | 145   |
| 23  | LMGTE Am  | 72 | SMP Racing                | Viktor Shaytar Aleksey Basov Andrea Bertolini         | Ferrari 4.5 L V8               | M     | 145   |
| 24  | LMGTE Am  | 77 | Dempsey Racing-Proton     | Patrick Dempsey Patrick Long Marco Seefried           | Porsche 911 RSR (991)          | M     | 145   |
| 24  | LMGTE Am  | 77 | Dempsey Racing-Proton     | Patrick Dempsey Patrick Long Marco Seefried           | Porsche 4.0 L Flat-6           | M     | 145   |
| 25  | LMGTE Am  | 50 | Larbre Compétition        | Gianluca Roda Paolo Ruberti Nicolai Sylvest           | Chevrolet Corvette C7.R        | M     | 144   |
| 25  | LMGTE Am  | 50 | Larbre Compétition        | Gianluca Roda Paolo Ruberti Nicolai Sylvest           | Chevrolet 5.5 L V8             | M     | 144   |
| 26  | LMP2      | 42 | Strakka Racing            | Nick Leventis Jonny Kane Danny Watts                  | Gibson 015S                    | M     | 144   |
| 26  | LMP2      | 42 | Strakka Racing            | Nick Leventis Jonny Kane Danny Watts                  | Nissan VK45DE 4.5 L V8         | M     | 144   |
| 27  | LMGTE Am  | 96 | Aston Martin Racing       | Liam Griffin Stuart Hall Francesco Castellacci        | Aston Martin Vantage GTE       | M     | 139   |
| 27  | LMGTE Am  | 96 | Aston Martin Racing       | Liam Griffin Stuart Hall Francesco Castellacci        | Aston Martin 4.5 L V8          | M     | 139   |
| 28  | LMGTE Am  | 88 | Abu Dhabi-Proton Racing   | Christian Ried Klaus Bachler Khaled Al Qubaisi        | Porsche 911 RSR (991)          | M     | 139   |
| 28  | LMGTE Am  | 88 | Abu Dhabi-Proton Racing   | Christian Ried Klaus Bachler Khaled Al Qubaisi        | Porsche 4.0 L Flat-6           | M     | 139   |
| Abd | LMP1      | 13 | Rebellion Racing          | Alexandre Imperatori Mathéo Tuscher Dominik Kraihamer | Rebellion R-One                | M     | 153   |
| Abd | LMP1      | 13 | Rebellion Racing          | Alexandre Imperatori Mathéo Tuscher Dominik Kraihamer | AER P60 2.4 L Turbo V6         | M     | 153   |
| Abd | LMP2      | 28 | G-Drive Racing            | Gustavo Yacamán Ricardo González Pipo Derani          | Ligier JS P2                   | D     | 153   |
| Abd | LMP2      | 28 | G-Drive Racing            | Gustavo Yacamán Ricardo González Pipo Derani          | Nissan VK45DE 4.5 L V8         | D     | 153   |
| Abd | LMP2      | 30 | Extreme Speed Motorsports | Scott Sharp Ryan Dalziel David Heinemeier Hansson     | Ligier JS P2                   | D     | 88    |
| Abd | LMP2      | 30 | Extreme Speed Motorsports | Scott Sharp Ryan Dalziel David Heinemeier Hansson     | Honda HR28TT 2.8 L Turbo V6    | D     | 88    |

## Faits marquants
Porsche devient lors de cette manche le champion constructeur du Championnat du monde d'endurance FIA 2015.